# Antoni Śliwiński (fizyk)
Antoni Sylwester Jan Śliwiński (ur. 15 listopada 1928 w Jarocinie) – polski fizyk, prof. dr hab., specjalista z zakresu akustyki fizycznej, a szczególności: akustyki molekularnej, ultradźwięków, akustooptyki, fotoakustyki. Emerytowany Profesor Honorowy Uniwersytetu Gdańskiego.

## Życiorys
Urodził się 15 listopada 1928 r. w Jarocinie. Od 1931 r. mieszkał w Turze pow. Szubin. W listopadzie 1939 r. wraz z rodziną został wysiedlony i wywieziony do Marianki, pow. Mińsk Mazowiecki w Generalnej Guberni. Tam w roku 1942 ukończył Szkołę Powszechną w Gliniaku k. Mińska. Po wojnie, pracując na utrzymanie, uczęszczał do Gimnazjum i Liceum dla Dorosłych w Bydgoszczy, gdzie w 1947 zdał maturę. Studia ukończył w 1952 na Uniwersytecie im. Adama Mickiewicza w Poznaniu na Wydziale Matematyczno-Przyrodniczym i uzyskał stopień magistra filozofii fizyki, pracując już jako pomocniczy pracownik naukowo-dydaktyczny na tym wydziale od roku 1950. W 1960 w oparciu o pracę na temat zjawiska dyfrakcji światła na falach ultradźwiękowych propagujących się w mediach znajdujących się w pobliżu punktu krytycznego, pod kierownictwem prof. Marka Kwieka, uzyskał na Wydz. Mat. Fiz. Chem. UAM doktorat z fizyki. Na tym samym wydziale w 1964 r. habilitował się na podstawie rozprawy pod tytułem: „Oddziaływania pomiędzy światłem i falą ultradźwiękową w ośrodku z fluktuacjami gęstości” i objął stanowisko kierownika nowo utworzonego Zakładu Akustyki Molekularnej w Katedrze Akustyki i Teorii Drgań UAM i prowadził go do września 1970 roku. Od października tego roku, w drodze przeniesienia, rozpoczął pracę na Uniwersytecie Gdańskim, gdzie pracował do przejścia na emeryturę w 1999. Jest autorem i współautorem ponad 390 publikacji, w tym autorem, współautorem lub redaktorem 14 książek. Członkiem licznych towarzystw naukowych krajowych i międzynarodowych. Był członkiem założycielem Polskiego Towarzystwa Akustycznego w 1963 r., jego Sekretarzem Generalnym w latach 1963–1970 oraz Przewodniczącym od 1987 r. do 1997. Należał do kolegiów redakcyjnych wielu czasopism: Ultrasonics (Londyn, 1965–2003), Acoustics Letters (Londyn, 1980–2002), Archives of Acoustics (PAN, od 1985–), Oceanologia (PAN, 1980–2017), Acustica (Stuttgart, 1990–1996), Akusticzeskij Żurnal (Rosyjska AN – Moskwa, 1990–2001), Opto-electronics Review (1995–1999). Był członkiem „International Commission on Acoustics” przy International Union of Pure and Applied Physics (reprezentant Polski na kadencje 1981–1984, 1984–1987, 1996–1999, 1999–2004, 2004–2007), Komitetu Fizyki PAN, Komitetu Akustyki PAN, zastępcą Przewodniczącego Komitetu Akustyki PAN oraz Przewodniczącym Komitetu Narodowego PAN do Kontaktów z Międzynarodowym Komitetem Akustyki (ICA). Był organizatorem wielu naukowych konferencji krajowych i współorganizatorem kongresów i konferencji międzynarodowych. Współredagował Encyklopedię fizyki współczesnej wydaną w 1983 roku przez PWN. Opracował wiele haseł do Nowej Encyklopedii Powszechnej PWN, 1995–1999. Autor książki „Ultradźwięki i ich zastosowania” wydanej przez Wydawnictwa Naukowo-Techniczne w 1993 roku, wyd. 2 w 2001 roku. W 2023 otrzymał tytuł Profesora Honorowego Uniwersytetu Gdańskiego.
Mąż Aliny, ojciec Joanny, Piotra i Moniki.

## Kariera Akademicka i Naukowa

### Tytuły naukowe
- 1952 – stopień Magistra Filozofii z Fizyki w zakresie fizyki, nadany przez Uniwersytet im. A. Mickiewicza w Poznaniu wraz z dyplomem ukończenia studiów[2].
- 1960 – stopień Doktora Nauk Matematycznych Fizycznych, nadany przez Uniwersytet im. A. Mickiewicza w Poznaniu na podstawie rozprawy na temat ugięcia światła na fali ultradźwiękowej[2].
- 1964 – stopień Docenta Habilitowanego, nadany przez Uniwersytet im. A. Mickiewicza w Poznaniu, za badania nad oddziaływaniem między światłem a falą ultradźwiękową w ośrodkach z fluktuacjami gęstości[2].
- 1973 – tytuł Profesora Nadzwyczajnego, nadany przez Prezydenta Państwa w Uniwersytecie Gdańskim, w uznaniu jego wkładu w rozwój naukowy oraz organizacyjny uczelni[2].
- 1979 – tytuł Profesora Zwyczajnego, nadany przez Prezydenta Państwa w Uniwersytecie Gdańskim, w uznaniu jego dalszych osiągnięć naukowych i dydaktycznych[2].
- 2005 – tytuł Honorowego Profesora Politechniki Śląskiej, nadany przez Politechnikę Śląską w Gliwicach, w uznaniu jego wkładu w rozwój naukowy[2].
- 2023 – tytuł Profesora Honorowego Uniwersytetu Gdańskiego[2][3].

### Działalność organizacyjna i kierownicza
- 1964 – objęcie stanowiska docenta habilitowanego i kierownika Zakładu Akustyki Molekularnej w Instytucie Akustyki UAM[2][3].
- 1970–1999 – wkład w tworzenie i rozwój Instytutu Fizyki na Uniwersytecie Gdańskim[2][3].
- 1978–1981 – kierownik Zakładu Fizyki Stosowanej na Uniwersytecie Gdańskim[2][3].
- 1978–1986 – dyrektor Instytutu Fizyki Doświadczalnej na Uniwersytecie Gdańskim[2][3].
- 1981–1984 – dziekan Wydziału Matematyczno-Fizyczno-Chemicznego na Uniwersytecie Gdańskim[2][3].
- 1984–1986 – prorektor ds. Naukowych na Uniwersytecie Gdańskim[2][3].

### Współpraca międzynarodowa i stypendia
- 1961/62 – stypendium British Council na University of Durham, Kings College, Newcastle on Tyne[2].
- 1964/65 – stypendium Polskiego Ministerstwa Szkolnictwa Wyższego na Uniwersytecie Łomonosowa oraz Instytucie Pedagogicznym w Moskwie[2].
- 1973/74 – stypendium Rządu Włoskiego na Uniwersytecie La Sapienza w Rzymie[2].
- 1993 – stypendium European Community Commission na University of Leuven, Campus Kortrijk[2].

### Publikacje i działalność naukowa
- Autor lub współautor około 400 publikacji, w tym 79 artykułów w czasopismach międzynarodowych, 5 książek, 9 opracowań patentowych, 183 artykułów w materiałach konferencyjnych (142 zagraniczne i 41 krajowe)[2].
- Specjalizacja w dziedzinach akustooptyki, akustyki molekularnej, akustyki wnętrz i akustyki podwodnej, spektroskopii fotoakustycznej[2].

### Organizacja konferencji i wydarzeń naukowych
- 1987 – konferencja międzynarodowa „Prospects in Modern Acoustics, Education and Development”, Gdańsk[2].
- cykliczne konferencje Międzynarodowych Wiosennych Szkół Akustooptyki i Zastosowań, organizowanych przez Uniwersytet Gdański co 3 lata od 1980 i później współorganizowanych z innymi ośrodkami[2].

## Odznaczenia i wyróżnienia

### Ordery i odznaczenia
- 1973 – Krzyż Kawalerski Orderu Odrodzenia Polski[11]
- 1986 – Medal Komisji Edukacji Narodowej
- 1999 – Medal Uniwersytetu Gdańskiego
- 2018 – Medal Uniwersytetu Gdańskiego „Doctrinae Sapientiae Honestati”[12]

Źródło:.

### Nagrody
- 1971 – Nagroda Ministra Edukacji
- 1975 – Nagroda Ministra Budownictwa i Materiałów Budowlanych[7]
- 1975 – Nagroda Ministra Edukacji
- 1977 – Nagroda Sekretarza Naukowego PAN
- 1978 – Nagroda Ministra Edukacji
- 1979 – Nagroda Sekretarza Naukowego PAN
- 1989 – Nagroda Ministra Edukacji
- 1994 – Nagroda Ministra Edukacji
- 2009 – ICU Golden Wistle Award (Nagroda Złotego Gwizdka ICU- International Congress on Ultrasonics) w Santiago de Chile

Źródło:.